# Abu Bishr Matta ibn Yunus
Abū Bishr Mattā b. Yūnus al-Qunnāʾī (in arabo ﺍﺑﻮ ﺑﺸﺮ متى ﺑﻦ ﻳﻮﻧﺲ القنائي‎?; 870 circa – 20 giugno 940) è stato uno studioso di Aristotele e un traduttore in lingua araba di molte sue opere.

## Biografia
Cristiano nestoriano, studiò nel convento Qunnā (Dayr Qunnā), a 94 km da Baghdad, da cui gli derivò la sua nisba. Il suo maestro in filosofia fu Abū Isḥāq Ibrāhīm al-Quwayrī.

Dopo il 934 si trasferì a Baghdad (all'epoca il più importante centro culturale del mondo arabo), e operò all'interno della celeberrima "Casa della Sapienza" (Bayt al-Ḥikma) fondata dal Califfo al-Maʾmūn. Le sue traduzioni in siriaco di Aristotele, unitamente ai commentari di Alessandro di Afrodisia e di Temistio, furono fondamentali per rilanciare gli studi dello Stagirita e, tradotti poi in lingua latina, per avviare la promettente stagione pre-rinascimentale europea del XII secolo.
Di Aristotele, Mattā (ossia Matteo) tradusse, tra gli altri suoi lavori, gli Analitici secondi, la Poetica, il De caelo, gli Elenchi sofistici, il De generazione et corruptione e i Meteorologica.
La sua attività non sempre gli procurò ammiratori, cominciando a crescere in modo sensibile nella sua epoca la forte reazione degli ʿulamāʾ musulmani  che non condividevano l'approccio logico e filosofico allo studio della natura e di Allah, preferendogli quello teologico, convinti come erano che la conoscenza di Dio e della natura non fosse raggiungibile attraverso l'uso della ragione ma, essenzialmente, grazie alla fede rivelata nel Corano e arricchita dalla Sunna, con la puntuale osservanza dei precetti sciaraitici. Abū Bishr Mattā fu protagonista di un famoso dibattito con il grammatico Abū Saʿīd al-Ṣīrafī sul rapporto tra logica e grammatica, che ci ha trasmesso Abu Hayyan al-Tawhidi in due suoi libri: il Kitāb al-Muqāyasāt e l'al-Imtāʿ wa-l-muʾānasa. Dalla lettura delle opere si evince che tra i due intellettuali si ebbe un dialogo tra sordi. Ṣīrafī affermò infatti che la logica (al-mantiq) senza la grammatica (al-naḥw) era inutile.
Il suo più noto discepolo fu al-Farabi. Ma devono essere ricordati anche il cristiano giacobita (cioè di rito siro-occidentale) Abū Zakariyyā Yaḥyā ibn ʿAdī al-Takrītī nonché i filosofi attivi a Baghdad: i cristiani al-Ḥasan b. Suwār (Abū l-Khayr al-Ḥasan ibn Suwār ibn al-Khammār) e Abū ʿAlī ʿĪsā ibn Isḥāq ibn Zurʿa, e il musulmano Abū Sulaymān al-Sijistānī.